# Chris Slade
Christopher Rees (Pontypridd, 30 de outubro de 1946), mais conhecido como Chris Slade, é um baterista de rock, que teve uma carreira longa e variada. Teve a oportunidade de trabalhar com diversos artistas, tais como Gary Numan, Tom Jones, Uriah Heep e Manfred Mann's Earth Band de 1972 a 1978. No começo dos anos 1980, Slade tocou com Paul Rodgers e também com o guitarrista e vocalista da banda inglesa Pink Floyd, David Gilmour, em vários projetos nos anos seguintes. Slade usa bumbos suspensos em sua bateria (aproximadamente na altura da cabeça) sendo essa sua marca registrada.
Slade certamente ficou mais conhecido em 1989 quando foi convidado para tocar na banda de rock australiana AC/DC, depois que o então baterista Simon Wright separou-se do grupo, para entrar na banda de Ronnie James Dio. Os irmãos Young (Angus e Malcolm) inicialmente o contrataram temporariamente, mas logo convidaram-no para se unir à banda, durante a gravação do único álbum produzido com ele. Ele então tocou em The Razors Edge, assim como na turnê desse mesmo álbum. Os irmãos Young, contudo, pediram a Slade para deixar o grupo após quatro anos e trouxeram de volta seu antigo baterista Phil Rudd, declarando que Phil tinha um "ritmo" que se adequava mais ao estilo de rock da banda.
Depois de sair do grupo australiano, Slade foi morar no Reino Unido até receber uma ligação de Geoff Downes, membro da banda de rock progressivo Asia, na qual permaneceu por seis anos, até sua saída, em 2005.
Em 6 de fevereiro de 2015 foi anunciado o seu retorno ao AC/DC, com a primeira apresentação realizada no 57º Grammy Awards, realizado no Staples Center em Los Angeles, Califórnia. A banda também confirmou Slade como o baterista na turnê para o álbum Rock or Bust.

## Discografia

### Manfred Mann's Earth Band
- Manfred Mann's Earth Band (1973)
- Glorified Magnified (1972)
- Messin' (1973)
- Solar Fire (1973)
- The Good Earth (1974)
- Nightingales And Bombers (1975)
- The Roaring Silence (1976)
- Watch (2008)

### Uriah Heep
- Conquest (1980)

### Gary Numan
- I, Assassin (1982)

### The Firm
- The Firm (1985)
- Mean Business (1986)

### AC/DC
- The Razor's Edge (1990)
- Live (1992)

### Asia
- Aura (2001)
- Silent Nation (2004)